# Rebecca Dussault
Rebecca Ann Dussault (ur. 14 listopada 1980 w Denver) – amerykańska biegaczka narciarska, zawodniczka klubu Subaru Factory Team.

## Kariera
Po raz pierwszy na arenie międzynarodowej Rebecca Dussault pojawiła się 23 lutego 2003 roku w zawodach University Race w Denver, gdzie zwyciężyła w biegu na 5 km techniką klasyczną. W Pucharze Świata zadebiutowała 26 lutego 2004 roku w Drammen, zajmując 48. miejsce w sprincie stylem klasycznym. Pierwsze pucharowe punkty wywalczyła niecały miesiąc później - 13 marca 2004 roku w Pragelato zajęła 28. miejsce na dystansie 15 km techniką dowolną. Były to jedyne wywalczone przez nią punkty PŚ. W klasyfikacji generalnej sezonu 2003/2004 została sklasyfikowana na 96. pozycji. W 2005 roku wystartowała na mistrzostwach świata w Oberstdorfie, gdzie jej najlepszym wynikiem było 29. miejsce w sprincie stylem klasycznym. Na rozgrywanych rok później igrzyskach olimpijskich w Turynie indywidualnie plasowała się poza czołową trzydziestką, a wspólnie z koleżankami z reprezentacji była czternasta w sztafecie. Startowała także w zawodach FIS Marathon Cup, w których raz stanęła na podium - 27 lutego 2010 roku była najlepsza w amerykańskim maratonie American Birkebeiner. W klasyfikacji generalnej sezonu 2009/2010 była siódma.
W 2009 w austriackim Gaishorn am See zdobyła brązowy medal mistrzostw świata w triathlonie zimowym.

## Osiągnięcia

### Igrzyska olimpijskie
| Miejsce | Dzień     | Rok  | Miejscowość | Konkurencja           | Czas biegu  | Strata      | Zwyciężczyni        |
| ------- | --------- | ---- | ----------- | --------------------- | ----------- | ----------- | ------------------- |
| 48.     | 12 lutego | 2006 | Turyn       | 15 km łączony         | 42:48,7 min | +5:04,0 min | Kristina Šmigun     |
| 14.     | 18 lutego | 2006 | Turyn       | Sztafeta 4x5 km       | 54:47,7 min | +3:10,7 min | Rosja               |
| 43.     | 24 lutego | 2006 | Turyn       | 30 km stylem dowolnym | 1:22:25,4 h | +9:17,9 min | Kateřina Neumannová |

### Mistrzostwa świata
| Miejsce | Dzień     | Rok  | Miejscowość | Konkurencja              | Czas biegu  | Strata      | Zwyciężczyni     |
| ------- | --------- | ---- | ----------- | ------------------------ | ----------- | ----------- | ---------------- |
| 49.     | 19 lutego | 2005 | Oberstdorf  | 2x7.5 km bieg łączony    | 42:16,8 min | +7:00,9 min | Julija Czepałowa |
| DNF     | 21 lutego | 2005 | Oberstdorf  | Sztafeta 4x5 km          | 57:15,7 min | -           | Norwegia         |
| 29.     | 22 lutego | 2005 | Oberstdorf  | Sprint stylem klasycznym | 2:15,5 min  | -           | Emelie Öhrstig   |
| DNF     | 26 lutego | 2005 | Oberstdorf  | 30 km stylem klasycznym  | 1:27:05,8 h | -           | Marit Bjørgen    |

### Puchar Świata

#### Miejsca w klasyfikacji generalnej
| Sezon     | Miejsce     |
| --------- | ----------- |
| 2003/2004 | 96. miejsce |

#### Miejsca na podium
Dussault nigdy nie stała na podium zawodów Pucharu Świata.

### FIS Marathon Cup

#### Miejsca w klasyfikacji generalnej
- sezon 2003/2004: 18.
- sezon 2009/2010: 7.

#### Miejsca na podium
| Nr | Dzień     | Rok  | Zawody               | Dystans               | Czas biegu  | Strata | Pozycja | Zwyciężczyni |
| -- | --------- | ---- | -------------------- | --------------------- | ----------- | ------ | ------- | ------------ |
| 1. | 27 lutego | 2010 | American Birkebeiner | 52 km stylem dowolnym | 2:16:18,3 h | -      | 1.      | -            |